# Shahid Javed Burki
Pour les articles homonymes, voir Burki.
 (janvier 2017).
Si vous disposez d'ouvrages ou d'articles de référence ou si vous connaissez des sites web de qualité traitant du thème abordé ici, merci de compléter l'article en donnant les références utiles à sa vérifiabilité et en les liant à la section « Notes et références ».
Shahid Javed Burki (en ourdou شاہد جاوید برکی) est un économiste et banquier pakistanais, né le 14 septembre 1938 à Shimla (alors colonie britannique, aujourd'hui dans l'État de l'Himachal Pradesh, en Inde).
Il a notamment été Vice-président de la Banque mondiale entre 1994 et 1999 pour la zone Amérique latine-Caraïbes. Il a aussi été ministre des Finances par intérim au Pakistan entre 1996 et 1997.